# Dieter Medicus (Rechtswissenschaftler)
Dieter Medicus (* 9. Mai 1929 in Berlin-Steglitz; † 6. Juni 2015 in München) war ein deutscher Rechtswissenschaftler.

## Leben
Der Sohn zweier Chemiker studierte nach dem Zweiten Weltkrieg zunächst ebenfalls Chemie, musste das Studium aber aus gesundheitlichen Gründen abbrechen. Ab 1949 studierte er Rechtswissenschaften in Berlin an der Humboldt-Universität, Würzburg und Münster. 1954 legte er das erste juristische Staatsexamen, 1957 das zweite juristische Staatsexamen in Münster ab.
Als Schüler Max Kasers in Hamburg behandelte Medicus sowohl in seiner Dissertation 1956 (in Münster) als auch 1962 in seiner Habilitationsschrift (Id quod interest, Studien zum römischen Recht des Schadensersatzes) in Hamburg Fragen des Römischen Rechts. Anschließend lehrte er bereits ab 1962 als Professor an der Christian-Albrechts-Universität zu Kiel. 1966 wurde er nach Tübingen berufen und wechselte 1969 nach Regensburg. 1978 bis zu seiner Emeritierung 1994 lehrte Medicus in München. In seinem Ruhestand übernahm er dann noch Lehraufträge an der Martin-Luther-Universität Halle-Wittenberg zum Schuldrecht bis 2008.
1980 wurde Medicus zum ordentlichen Mitglied der Philosophisch-historischen Klasse der Bayerischen Akademie der Wissenschaften gewählt. 1999 wurde ihm die Ehrendoktorwürde der Universität Regensburg, 2012 die der Martin-Luther-Universität Halle-Wittenberg verliehen.
Medicus verstarb am 6. Juni 2015 im Alter von 86 Jahren in München.

## Wissenschaftliches Werk
Medicus gilt als Rechtswissenschaftler, der ausgehend von der Kenntnis der Rechtsgeschichte das positive Recht erfasste und verständlich erläuterte.
Medicus wurde unter anderem durch seine Lehrbücher zum bürgerlichen Recht bekannt. Sein Lehrbuch zum Allgemeinen Teil des BGB und seine Kurzlehrbücher zum Allgemeinen und zum Besonderen Schuldrecht als auch sein im Jahre 2015 bereits in 25. Auflage, nunmehr in Zusammenarbeit mit Jens Petersen erscheinendes Werk Bürgerliches Recht – Eine nach Anspruchsgrundlagen geordnete Darstellung zur Examensvorbereitung gelten als Standardwerke; insbesondere letzteres gilt als Klassiker der juristischen Ausbildungsliteratur. Das Bürgerliche Recht wurde ins Japanische übersetzt und gilt nicht nur als führendes Werk, sondern auch als „schriftstellerischer Leuchtturm“. Das Werk wurde in Anlehnung an den Lehrplan der damals besonders fortschrittlichen juristischen Fakultät der Universität Tübingen von Medicus in den 1960ern entwickelt. Es zeichnet sich dadurch aus, dass das deutsche Privatrecht nach Anspruchsgrundlagen geordnet in seiner gesamten Komplexität komprimiert dargestellt wird. Es ist unter Studenten weit verbreitet und wird zum Teil auch in der Praxis zitiert.
Medicus hatte erheblichen Anteil an der zum 1. Januar 2002 in Kraft getretenen Schuldrechtsmodernisierung als Mitglied der Schuldrechtskommission, die von 1984 bis 1991 Vorschläge zur Überarbeitung des Schuldrechts entwickelte.

## Schriften
- Bürgerliches Recht. Eine nach Anspruchsgrundlagen geordnete Darstellung zur Examensvorbereitung. Heymanns, Köln 1968. 27., neu bearbeitete Auflage mit Jens Petersen: Vahlen, München 2019, ISBN 978-3-8006-6083-4.
- Gesetzliche Schuldverhältnisse. Delikts- und Schadensrecht, Bereicherung, Geschäftsführung ohne Auftrag. Beck, München 1977, ISBN 3-406-06668-2. 5., neu bearbeitete Auflage: 2007, ISBN 978-3-406-54445-3.
- Allgemeiner Teil des BGB. Ein Lehrbuch. Müller, Heidelberg 1982, ISBN 3-8114-5082-4. 10., neu bearbeitete Auflage: 2010, ISBN 978-3-8114-9652-1.
- Grundwissen zum bürgerlichen Recht. Ein Basisbuch zu den Anspruchsgrundlagen. Heymanns, Köln 1994, ISBN 3-452-22312-4. 8., neu bearbeitete Auflage: 2008, ISBN 978-3-452-26878-5.
- Id quod interest – Studien zum römischen Recht des Schadensersatzes. Böhlau, Köln/Graz 1962.